# Port lotniczy Kuum-Ni
Port lotniczy Kuum-Ni (kor. 구읍리비행장) – port lotniczy położony w powiecie T’ongch’ŏn, w prowincji Kangwŏn, w Korei Północnej. Użytkowany w celach wojskowych.

## Drogi startowe i operacje lotnicze
Operacje lotnicze wykonywane są z betonowej drogi startowej:
- RWY 06/24, 2484 × 40 m